# 3-я бригада лёгкой кавалерии (Франция)
3-я бригада лёгкой кавалерии (фр. 3e brigade de cavalerie légère) — формирование лёгкой кавалерии (соединение, бригада), созданное Наполеоном 29 августа 1803 года.

## Командиры бригады
- бригадный генерал Жан-Батист Виалан (29 августа 1803 — 27 октября 1806)
- бригадный генерал Марюла (5 декабря 1806 — 4 февраля 1808)
- бригадный генерал Жан-Шарль Бопре (4 февраля 1808 — 10 марта 1809)
- бригадный генерал Шарль Жакино (10 марта 1809 — 23 июня 1810)
- бригадный генерал Клод Пажоль (23 июня 1810 — октябрь 1810)
- бригадный генерал Шарль Жакино (октябрь 1810 — 6 февраля 1813)

## Подчинение и номер бригады
- бригада лёгкой кавалерии дивизии генерала Вальтера лагеря в Брюгге Армии Берегов Океана (29 августа 1803 года);
- бригада лёгкой кавалерии 3-го армейского корпуса Великой Армии (29 августа 1805 года);.
- бригада лёгкой кавалерии Рейнской армии (15 октября 1808 года);
- 2-я бригада лёгкой кавалерии дивизии Монбрена корпуса резервной кавалерии[К 1] Армии Германии (1 апреля 1809 года);
- 6-я бригада лёгкой кавалерии дивизии Монбрена Армии Германии (21 июля 1809 года);
- бригада лёгкой кавалерии Армии Германии (2 марта 1810 года);
- бригада лёгкой кавалерии Эльбского обсервационного корпуса (19 апреля 1811 года);
- 3-я бригада лёгкой кавалерии Эльбского обсервационного корпуса (25 декабря 1811 года);
- 3-я бригада лёгкой кавалерии 1-й дивизии лёгкой кавалерии 1-й кавалерийский корпус Великой Армии (15 февраля 1812 года).

## Состав бригады
7-й гусарский полк (фр. 7e régiment de hussards)
в составе бригады с 29 августа 1803 года по 20 сентября 1806 года, и с 21 мая 1809 года по 6 февраля 1813 года.
1-й конно-егерский полк (фр. 1er régiment de chasseurs à cheval)
в составе бригады с 29 августа 1803 года по 25 декабря 1811 года.
2-й конно-егерский полк (фр. 2e régiment de chasseurs à cheval)
в составе бригады с сентября 1805 года по 25 декабря 1811 года.
12-й конно-егерский полк (фр. 12e régiment de chasseurs à cheval)
в составе бригады с сентября 1805 года по 14 мая 1809 года.
9-й шеволежер-уланский полк (фр. 9e régiment de chevau-légers lanciers)
в составе дивизии с 25 декабря 1811 года по 6 февраля 1813 года.

## Организация и численность бригады
На 25 сентября 1805 года:
- командир бригады — бригадный генерал Жан-Батист Виалан
  - 1-й конно-егерский полк (3 эскадрона, 380 человек, командир — полковник Луи-Пьер Монбрен)
  - 7-й гусарский полк (3 эскадрона, 324 человека, командир — полковник Даниэль Маркс)
  - 2-й конно-егерский полк (3 эскадрона, 331 человек, командир — полковник Иньяс Буссон)
  - 12-й конно-егерский полк (3 эскадрона, 513 человек, командир — полковник Клод Гюйон)
    - Всего: 12 эскадронов, 1548 человек[2].

На 20 сентября 1806 года:
- командир бригады — бригадный генерал Жан-Батист Виалан
  - 1-й конно-егерский полк (3 эскадрона, 509 человек, командир — полковник Изидор Экзельман)
  - 2-й конно-егерский полк (3 эскадрона, 563 человека, командир — полковник Иньяс Буссон)
  - 12-й конно-егерский полк (3 эскадрона, 540 человек, командир — полковник Клод Гюйон)
    - Всего: 9 эскадронов, около 1620 человек[3].

На 5 июля 1809 года:
- командир бригады — бригадный генерал Шарль Жакино
  - 7-й гусарский полк (3 эскадрона, 491 человек, командир — полковник Робер Кюстин)
  - 1-й конно-егерский полк (4 эскадрона, 351 человек, командир — полковник Шарль-Андре Меда)
  - 2-й конно-егерский полк (3 эскадрона, 377 человек, командир — полковник Жан Матис)
    - Всего: 10 эскадронов, около 1230 человек[4].

На 1 июля 1812 года:
- командир бригады — бригадный генерал Шарль Жакино
  - 7-й гусарский полк (4 эскадрона, 953 человека, командир — полковник Гийом Эльнер)
  - 9-й шеволежер-уланский полк (4 эскадрона, 710 человек, командир — полковник Мартен Гобрехт)
    - Всего: 8 эскадронов, около 1670 человек[5]

## Награждённые

### Комманданы ордена Почётного легиона
- Жан-Батист Виалан, 14 июня 1804 — бригадный генерал, командир бригады
- Даниэль Маркс, 25 декабря 1805 — полковник, командир 7-го гусарского
- Иньяс Буссон, 25 декабря 1805 — полковник, командир 2-го конно-егерского
- Шарль Жакино, 17 июля 1809 — бригадный генерал, командир бригады

### Офицеры ордена Почётного легиона
- Даниэль Маркс, 14 июня 1804 — полковник, командир 7-го гусарского
- Луи-Пьер Монбрен, 14 июня 1804 — полковник, командир 1-го конно-егерского
- Этьен Бордесуль, 14 июня 1804 — майор, заместитель командира 1-го конно-егерского
- Жюльен Гинар, 14 июня 1804 — капитан, командир роты 1-го конно-егерского
- Матьё Майер, 14 июня 1804 — капитан, командир роты 7-го гусарского
- Клод Гюйон, 7 июля 1807 — полковник, командир 12-го конно-егерского
- Жан Матис, 7 июля 1807 — полковник, командир 2-го конно-егерского
- Жан Лион, 29 апреля 1809 — командир эскадрона 2-го конно-егерского
- Пьер Гомбо, 29 апреля 1809 – командир эскадрона 2-го конно-егерского, и. о. начальника штаба дивизии Гюдена
- Олье, 30 апреля 1809 – командир эскадрона 1-го конно-егерского
- Луи Брике, 17 июля 1809 – капитан 7-го гусарского
- Маргарон, 17 июля 1809 – командир эскадрона 1-го конно-егерского
- Эме Жосслен, 17 июля 1809 – командир эскадрона 2-го конно-егерского
- Жан-Батист Лижар, 17 июля 1809 – майор 7-го гусарского
- Гийом Эльнер, 28 июня 1812 — полковник, командир 7-го гусарского

### Комментарии
1. ↑  Большую часть кампании дивизия действовала в составе 3-го армейского корпуса